# Louis Athanase Chaubard
Pour les articles homonymes, voir Chaubard.
Louis Athanase Chaubard est un botaniste français né en 1781 à Agen où il est mort en 1854.
Il participa à l'écriture du volume consacré à la flore découverte dans le Péloponnèse par l'expédition scientifique de Morée pendant la guerre d’indépendance grecque.

## Liste partielle des publications
- Éléments de Géologie mis à la portée de tout le monde et offrant la concordance des faits géologiques avec les faits historiques tels qu'ils se trouvent dans la Bible, les traditions égyptiennes et les fables de la Grèce., Risler, 1833
- Notice géologique sur les terrains du département de Lot-et-Garonne (Ancien Agenais), impr. H. Fournier, 1830
- L'Univers expliqué par la révélation, ou Essai de philosophie positive, Debéourt, Baillière et l'Auteur, 1841
- Nouvelle Flore du Péloponèse, par Jean-Baptiste Bory de Saint-Vincent en collaboration avec L.-A. Chaubard, 1838